# Henryk Trębicki
Henryk Trębicki (ur. 22 października 1940 w Janowszczyźnie, zm. 8 czerwca 1996 w Warszawie) – polski sztangista, medalista igrzysk olimpijskich i mistrzostw świata.

## Kariera
Największe sukcesy osiągnął w wadze koguciej (do 56 kg). W 1968 roku zdobył brązowy medal na igrzyskach olimpijskich w Meksyku, przegrywając tylko z Mohammadem Nasirim z Iranu i Węgrem Imre Földim. Na rozgrywanych dwa lata później mistrzostwach świata w Columbus także był trzeci, ponownie plasując się za Nasirim in Földim. Ostatni sukces osiągnął w 1971 roku, kiedy zajął drugie miejsce na mistrzostwach świata w Limie. Wywalczył również brązowy medal na mistrzostwach Europy w Sofii w 1965 roku. W 1964 roku wystąpił na igrzyskach olimpijskich w Tokio, gdzie  był czwarty. Walkę o medal przegrał tam z Japończykiem Shirō Ichinosekim o 5 kg. Czwarte miejsce zajął również podczas igrzysk w Monachium, tym razem rywalizację o podium przegrał z Giennadijem Czetinem z ZSRR o 2,5 kg.
Dwa razy był mistrzem Polski: w 1963 roku w wadze piórkowej (do 60 kg) i w 1964 roku w wadze koguciej. Jego rekordy życiowe w trójboju to 380 kg (120+115+145) w wadze piórkowej oraz 367,5 kg (120+107,5+140) w wadze koguciej.
Po zakończeniu kariery był trenerem w LKS Ostrovianka w Ostrowi Mazowieckiej. Zmarł na serce 8 czerwca 1996 r. Jego imieniem nazwano ulicę w Ostrowi Mazowieckiej, przy której znajduje się Centrum Kultury i Rekreacji "Za Stawem" im. Jana Pawła II.